# حكايات لا تنسى
حكايات لاتنسى  رسوم متحركة أنتجتها شركة نيبون اليابانية في عام 1983 وهو مسلسل مقتبس عن خرافات إيسوب المشهورة وقد أبهج هذا المسلسل الأطفال حول العالم.كان لحكاياته موضعا طيب لدى العائلات. قدم المسلسل حكايات مثل حكاية الجندب والنملة وحكاية الثعلب صاحب الذيل المقطوع وحكاية رياح الشمال والشمس وحكاية الأسد والفأر وحكاية الأرنب والسلحفاة وحكاية الغزال والسبع وحكاية الغراب والطيور وحكاية فأر المدينة وفأر الريف وحكاية المسافرون والدب وحكاية الدجاجة التي تبيض ذهبا كل تراث إيسوب الغني بالحكايات أستحضر للأطفال.
نجوم و نسور و نصوح هذه هي الشخصيات وهم القرود الثلاثة الذين لابد من أن يكون لهم حظا من الحديث فهم من سيستخلصون العبرة ويدلون بأرائهم في نهاية كل حلقة حتي يبنون جسر تواصل بينهم وبين المشاهد.

## النسخة العربية
تمت الدبلجة في استديوهات الأتحاد الفني في بيروت
الترجمة
نبيل إبراهيم
كمال أبو ضاهر
كلمات الأغاني
عبد السلام أمين.
أدى الأصوات العديد من الممثلين اللبنانين.

## الحلقات
الحلقة 01-تعلم من النمل أيها الكسلان
الحلقة 02-ثعلوب المغرور والمتباهي بذيله
الحلقة 03-الشمس والريح
الحلقة 04-الفأر الصغير وسبع الغابة القوي
الحلقة 05-الأرنب و السلحفاة
الحلقة 06-الغزال وسبع الغابة
الحلقة 07-الغراب الملون
الحلقة 08-الضفادع المتشابهة
الحلقة 09-الراعي برغوش والذئب
الحلقة 10-النملتان والحمامة البيضاء
الحلقة 11-الديك الفصيح والحمار وسبع الغابة
الحلقة 12-بربور والناب الحاد
الحلقة 13-الذئب والثعلب الصغير
الحلقة 14-الدجاجة والثعلب الماكر
الحلقة 15-الحطاب وحارس البحيرة
الحلقة 16-فأر المدينة وفأر الريف
الحلقة 17-الثعلب والحطاب
الحلقة 18-الكلب الطماع
الحلقة 19-القطة لولو
الحلقة 20-الولد عاصي
الحلقة 21-الشبل الصغير وسبع الغابة القوي
الحلقة 22-السيدة البخيلة والخروف
الحلقة 23-وفاء النسر
الحلقة 24-الذئب والحمل الذكي
الحلقة 25-كرم العنب والاخوة الثلاثة
الحلقة 26-الثعلب والماعز
الحلقة 27-الغراب الأسود والحمام الأبيض
الحلقة 28-المرأة البدينة والدجاجة
الحلقة 29-الذئب والمرأة العجوز
الحلقة 30-الثعلب واللقلق
الحلقة 31-النسر الظالم والثعلب
الحلقة 32-صاحب المطحنة والحمار
الحلقة 33-الحمار والإسفنج
الحلقة 34-الاخوة وقوة و الاتحاد
الحلقة 35-الدجال والمرأة العجوز
الحلقة 36-الحصان المحتال والحمار المسكين
الحلقة 37-الغراب الذي أراد أن يقلد النسر
الحلقة 38-الأب وابنتاه نور وندى
الحلقة 39-الثعلب والحمار وسبع الغابة
الحلقة 40-الضفدع وصديقه الفأر
الحلقة 41-القرد والثعلب الماكر
الحلقة 42-الغزال وعنقود العنب
الحلقة 43-الدب والصديقان نخلة وبندق
الحلقة 44-الفئران وابن عرس شقور
الحلقة 45-الطحان الذي لم يفي بوعده
الحلقة 46-عصفورة الكناري والوطواط
الحلقة 47-سبع الغابة والثعلب
الحلقة 48-الحمار والجنادب
الحلقة 49-سبع الغابة وابنة المزارع
الحلقة 50-الدّجال
الحلقة 51-الدجاجة والبيض الذهبي
الحلقة 52-الخنفوس والنسر

## روابط خارجية
- حكايات لا تنسى على موقع ANN anime (الإنجليزية)